# ستيفن جنسن
ستيفن جنسن هو كاهن كاثوليكي كندي، ولد في 30 مايو 1954 في فانكوفر في كندا.